# Lekkoatletyka na Letnich Igrzyskach Paraolimpijskich 2004 – bieg na 200 metrów kl. T11 mężczyzn
W biegu na 200 metrów kl. T11 mężczyzn (zawodnicy niewidomi) podczas Letnich Igrzysk Paraolimpijskich 2004 rywalizowało ze sobą 19 zawodników.

## Wyniki

### Eliminacje
Bieg 1
| Poz. | Zawodnik         | Narodowość | Rezultat | Uwagi |
| ---- | ---------------- | ---------- | -------- | ----- |
| 1    | José Armando     | Angola     | 23.04    | WR, Q |
| 2    | Chijoke Kingsley | Nigeria    | 24.20    | Q     |
| 3    | Koji Saito       | Japonia    | 24.64    |       |

Bieg 2
| Poz. | Zawodnik      | Narodowość | Rezultat | Uwagi |
| ---- | ------------- | ---------- | -------- | ----- |
| 1    | Carlos Lopes  | Portugalia | 23.97    | Q     |
| 2    | Adrian Iznaga | Kuba       | 23.97    | Q     |
| 3    | Xavi Porras   | Hiszpania  | 24.61    |       |
| 4    | Lorenzo Ricci | Włochy     | DNS      |       |

Bieg 3
| Poz. | Zawodnik       | Narodowość | Rezultat | Uwagi |
| ---- | -------------- | ---------- | -------- | ----- |
| 1    | Luis Bullido   | Hiszpania  | 24.16    | Q     |
| 2    | Hichem Fellahi | Algieria   | 24.84    | Q     |
| 3    | Paul Harpur    | Australia  | 24.92    |       |
| 4    | Angelo Londaca | Angola     | 25.17    |       |

Bieg 4
| Poz. | Zawodnik              | Narodowość | Rezultat | Uwagi |
| ---- | --------------------- | ---------- | -------- | ----- |
| 1    | Olieksandr Iwaniuchin | Ukraina    | 23.86    | Q     |
| 2    | Wu Xiang              | Chiny      | 24.11    | Q     |
| 3    | Aladji Ba             | Francja    | 24.16    | q     |
| 4    | Shigeki Yano          | Japonia    | 24.39    | q     |

Bieg 5
| Poz. | Zawodnik         | Narodowość        | Rezultat | Uwagi |
| ---- | ---------------- | ----------------- | -------- | ----- |
| 1    | Hilario Moreira  | Brazylia          | 24.29    | Q     |
| 2    | Firmino Baptista | Portugalia        | 24.34    | Q     |
| 3    | Joseph Aukward   | Stany Zjednoczone | 25.79    |       |
|      | Gautier Makunda  | Francja           | DNS      |       |

### Półfinały
Bieg 1
| Poz. | Zawodnik      | Narodowość | Rezultat | Uwagi |
| ---- | ------------- | ---------- | -------- | ----- |
| 1    | José Armando  | Angola     | 23.09    | Q     |
| 2    | Adrian Iznaga | Kuba       | 23.89    | q     |
| 3    | Wu Xiang      | Chiny      | 24.19    |       |
| 4    | Shigeki Yano  | Japonia    | 24.36    |       |

Bieg 2
| Poz. | Zawodnik              | Narodowość | Rezultat | Uwagi |
| ---- | --------------------- | ---------- | -------- | ----- |
| 1    | Olieksandr Iwaniuchin | Ukraina    | 23.87    | Q     |
| 2    | Hilario Moreira       | Brazylia   | 24.06    |       |
| 3    | Firmino Baptista      | Portugalia | 24.07    |       |
| 4    | Chijoke Kingsley      | Nigeria    | 24.38    |       |

Bieg 3
| Poz. | Zawodnik       | Narodowość | Rezultat | Uwagi |
| ---- | -------------- | ---------- | -------- | ----- |
| 1    | Luis Bullido   | Hiszpania  | 23.81    | Q     |
| 2    | Carlos Lopes   | Portugalia | 23.91    |       |
| 3    | Hichem Fellahi | Algieria   | 24.08    |       |
| 4    | Aldji Ba       | Francja    | 24.41    |       |

### Finały
Finał B
| Poz. | Zawodnik         | Narodowość | Rezultat | Uwagi |
| ---- | ---------------- | ---------- | -------- | ----- |
| 1    | Firmino Baptista | Portugalia | 24.04    |       |
| 2    | Hilario Moreira  | Brazylia   | 24.30    |       |
| 3    | Carlos Lopes     | Portugalia | DNF      |       |
| 4    | Hichem Fellahi   | Algieria   | DNS      |       |

Finał A
| Poz. | Zawodnik              | Narodowość | Rezultat | Uwagi |
| ---- | --------------------- | ---------- | -------- | ----- |
| 1    | José Armando          | Angola     | 22.73    | WR    |
| 2    | Luis Bullido          | Hiszpania  | 23.26    |       |
| 3    | Olieksandr Iwaniuchin | Ukraina    | 23.37    |       |
| 4    | Adrian Iznaga         | Kuba       | 23.78    |       |